# マロンジアルデヒド
マロンジアルデヒド (malondialdehyde, MDA) は分子式CH2(CHO)2で表される有機化合物である。この化合物の構造は、構造式が示すよりもかなり複雑である。この反応性の高い化合物は生体内で自然に発生し酸化ストレスの指標になっている。

## 構造及び合成
マロンジアルデヒドは、主にエノールの形で存在している。
{\displaystyle {\ce {CH2(CHO)2 -> HOCH=CH-CHO}}}
有機溶剤中ではシス型が優勢であり、水溶液中ではトランス型が優勢である。マロンジアルデヒドは、通常は純粋な形では観察されない反応性の高い化合物である。実験室において、マロンジアルデヒドは市販されている1,1,3,3-テトラメトキシプロパンの加水分解により系中で生成させることができる。マロンジアルデヒドは容易に脱水素化を受け、エノラートのナトリウム塩（融点245 °C）を生成する。

## 生化学
生体内でマロンジアルデヒドは多価不飽和脂肪酸が活性酸素種により非酵素的に酸化され生成すると考えられている。